# Râul Minho
Râul Minho este o arie protejată (sit de importanță comunitară — SCI) din Portugalia întinsă pe o suprafață de 4.371 ha, integral pe uscat.

## Localizare
Centrul sitului Râul Minho este situat la coordonatele 41°58′47″N 8°42′36″W / 41.9796°N 8.7099°V.

## Înființare
Situl Râul Minho a fost declarat sit de importanță comunitară în iunie 1997 pentru a proteja 75 de specii de animale.

## Biodiversitate
Situată în ecoregiunea atlantică, aria protejată conține 9 habitate naturale: Estuare, Salicornia și alte specii anuale care populează regiunile mlăștinoase și nisipoase, Pajiștile Spartina (Spartinion maritimae), Pășuni atlantice udate de apa mării (Glauco-Puccinellietalia maritimae), Tufărișuri halofile mediteraneene și termo-atlantice (Sarcocornetea fruticosi), Râuri cu maluri nămoloase cu vegetație de Chenopodion rubri p.p. și Bidention p.p., Pajiști oro-iberice cu Festuca indigesta, Păduri aluvionare cu Alnus glutinosa și Fraxinus excelsior (Alno-Padion, Alnion incanae, Salicion albae), Păduri de stejar galițio-portugheze cu Quercus robur și Quercus pyrenaica.
La baza desemnării sitului se află mai multe specii protejate:
- păsări (59): lăcar mare (Acrocephalus arundinaceus), lăcar-de-rogoz (Acrocephalus schoenobaenus), lăcar-de-lac (Acrocephalus scirpaceus), fluierar de munte (Actitis hypoleucos), pițigoi codat (Aegithalos caudatus), pescăruș albastru (Alcedo atthis), rață pitică (Anas crecca), rață fluierătoare (Anas penelope), rață mare (Anas platyrhynchos), fâsă de luncă (Anthus pratensis), fâsă de pădure (Anthus spinoletta), fâsă de pădure (Anthus trivialis), stârc cenușiu (Ardea cinerea), rața moțată (Aythya fuligula), Calidris alba, fugaci de țărm (Calidris alpina), caprimulg (Caprimulgus europaeus), scatiu (Carduelis spinus), prundăraș de sărătură (Charadrius alexandrinus),  prundaș gulerat mic (Charadrius dubius), prundaș gulerat mare (Charadrius hiaticula), erete de stuf (Circus aeruginosus), botgros (Coccothraustes coccothraustes), prepeliță (Coturnix coturnix), cuc (Cuculus canorus), presură de stuf (Emberiza schoeniclus), șoimul rândunelelor (Falco subbuteo), muscar negru (Ficedula hypoleuca), lișiță (Fulica atra), becațină comună (Gallinago gallinago), scoicar (Haematopus ostralegus), Hippolais polyglotta, rândunică (Hirundo rustica), Larus argentatus, pescăruș negricios (Larus fuscus), pescăruș râzător (Larus ridibundus), grelușel-de-zăvoi (Locustella luscinioides), Locustella naevia, ciocârlie de pădure (Lullula arborea), Mergus serrator, codobatura galbenă (Motacilla flava), muscar sur (Muscicapa striata), culic mare (Numenius arquata), grangur (Oriolus oriolus), vultur pescar (Pandion haliaetus), cormoran mare (Phalacrocorax carbo), pitulice-fluierătoare (Phylloscopus trochilus), ploier argintiu (Pluvialis squatarola), lăstun de mal (Riparia riparia), mărăcinar (Saxicola rubetra), turturică (Streptopelia turtur), graur (Sturnus vulgaris), silvie de zăvoi (Sylvia borin), silvie de câmp (Sylvia communis), corcodel mic (Tachybaptus ruficollis), fluierarul cu picioare roșii (Tringa totanus), sturzul viilor (Turdus iliacus), sturz-cântător (Turdus philomelos), nagâț (Vanellus vanellus)
- amfibieni (2): Chioglossa lusitanica, Discoglossus galganoi
- mamifere (1): vidră de râu (Lutra lutra)
- nevertebrate (3): fluturele auriu (Euphydryas aurinia), rădașcă (Lucanus cervus), Oxygastra curtisii
- pești (7): Achondrostoma oligolepis, Alosa alosa, Alosa fallax, Petromyzon marinus, Pseudochondrostoma duriense, Rutilus arcasii, somonul (Salmo salar)
- reptile (3): țestoasa de baltă (Emys orbicularis), Lacerta schreiberi, Mauremys leprosa

Pe lângă speciile protejate, pe teritoriul sitului au mai fost identificate 2 specii de plante, 3 specii de amfibieni, 2 specii de nevertebrate, 3 specii de pești, 1 specie de reptile.